# Szentháromság Görögkeleti Ortodox Templom és Egyházi Múzeum
A Szentháromság Görögkeleti Ortodox Templom és Egyházi Múzeum, vagy rövidebben Magyar Ortodox Egyházi Múzeum Miskolcon, a Belvárosban áll (Deák Ferenc tér 7.)

## Története

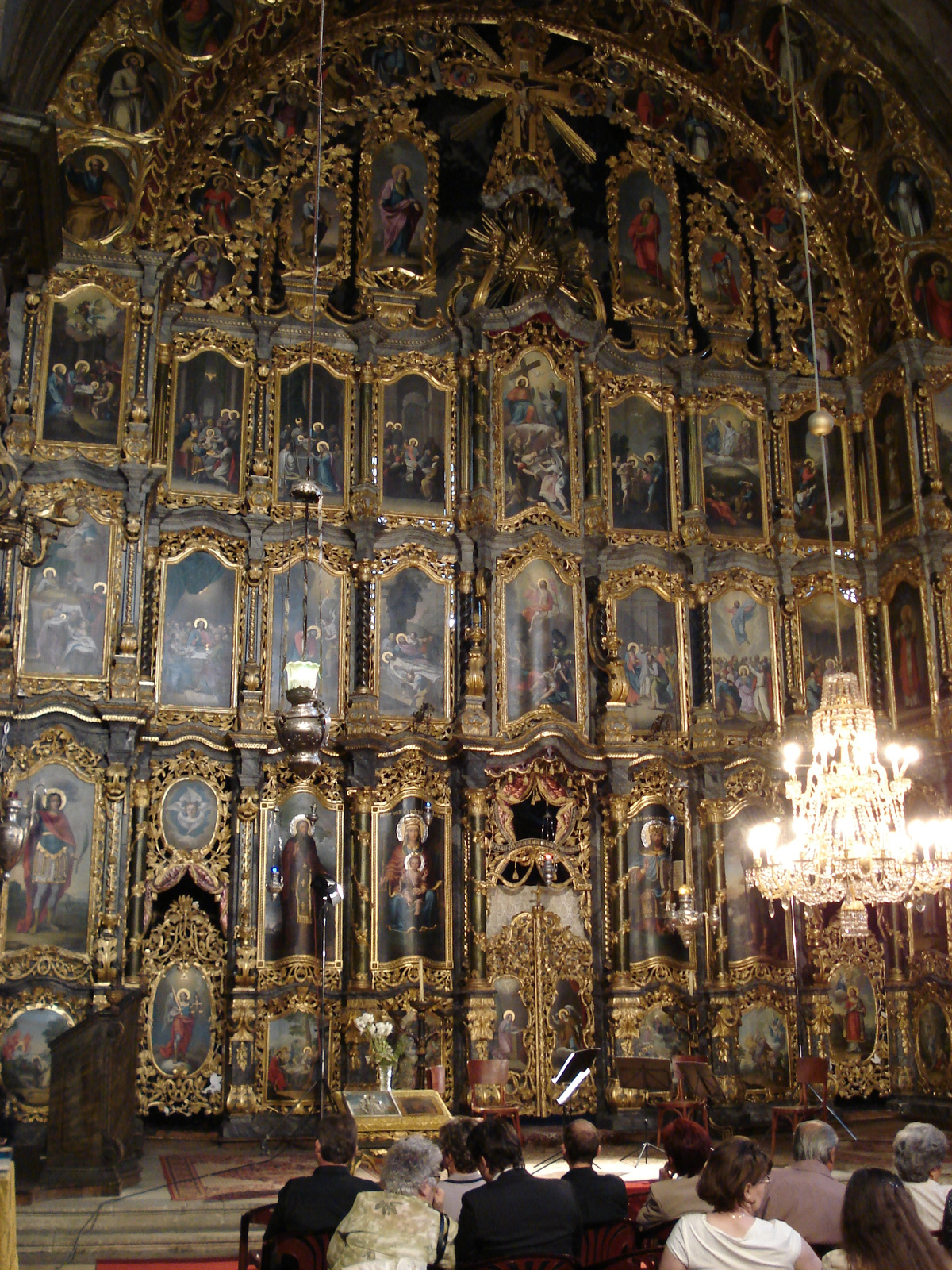
Közép-Európa legnagyobb ikonosztáza a templomban

A templomot 1785-ben kezdték el építeni a Magyarországon, igen ritka copf stílusban. A templomot kelet felé tájolták, mint általában minden ortodox templomot. Az építkezést 1806-ban fejezték be. A templom építését az tette szükségessé, hogy a török uralom után görög telepesek, kereskedők telepedtek meg Miskolcon, és szerették volna ha rendelkeznek egy saját templommal, hiszen akkor Miskolcot főleg katolikusok és protestánsok lakták, ami nem tette szükségessé új templom építését.
Berendezése is copf stílusú, 18. század végi, műemléki védelem alatt áll. A templomban található Közép-Európa legnagyobb ikonosztáza, amely 16 méter magas, és 87 jelenetet mutat be Jézus életéből. Bemutatja a tizenegy nagy ünnepet is (pontosabban az ortodox egyházban tizenkét nagy ünnep van, de a húsvétot az ünnepek ünnepeként tartják számon, és így csak tizenegyet neveznek meg „nagy” ünnepként). A késő barokk ikonosztáz Jankovits Miklós egri fafaragó műhelyében készült. Az ikonok négy ikon kivételével Anton Kuchelmeister bécsi festő művei. A templom kegyképe az Ahtirkai Istenszülő másolata, melyet II. Katalin orosz cárnő adományozott az egyház részére miskolci látogatása alkalmával.
A miskolci ortodox közösség már a 18. század elejétől rendelkezett egy kis kápolnával (Szent Náhum-kápolna), amely a mai Széchenyi utca 12. alatti épület helyén állt. A század második felében határozták el a nagy templom építését. Eredetileg egy hatalmas, kupolás templomot akartak építeni Johannes Michart tervei alapján, de a túlságosan grandiózus terv visszatetszést keltett mind a nagyrészt protestáns városvezetésben, mind azokban, akik a kor konzervatívabb építészeti stílusához voltak szokva. Az épület végül Johann Michael Schajdlet tervei alapján épült fel. Az építkezésen dolgozott az Olaszországban tanult egri kőfaragó, Adami János is. A templom belseje hármas tagoltságú pronaosz vagy előcsarnok, naosz vagy hajó, oltárral. A templomban padok helyett sthasidionok találhatóak (a sthasidionok felhajtható ülő/álló alkalmatosságok). A templom mellé iskola, ispotály és parókia is épült. A templomkert temetőként is szolgál, a legrégebbi síremlékek 300 évesek.
A templomot ma is használja az ortodox közösség. Jelenlegi paróchusa Tarkó Mihály, az előző Boleszka László Pál volt. A templomban járt I. Kirill pátriárka is, akkor még mint Szmolenszk és Kalinyingrád metropolitája. A templomban évente pünkösdkor körmenetet tart az egyházközség. A pünkösd ugyanis a Szentháromság ünnepe és ezáltal a templom címünnepe is. A templom a Magyar Ortodox Egyházmegyéhez tartozik.

## Magyar Ortodox Egyházi Múzeum
A Magyar Ortodox Egyházi Múzeum a templom kertjéből nyílik, és az ország leggazdagabb ortodox egyházi gyűjteményének ad otthont. A múzeum az egykori görög iskola 1805-ben emelt épületében nyílt meg 1988-ban. Állandó kiállítása az ortodox egyház és iskolák történetét és egyházi művészetét mutatja be. Az első terem kápolnára emlékeztet, felidézve a barokk templomok előtti görög kápolnák hangulatát. A második teremben ötvösmunkák és liturgikus ruhák (sztichárionok, kezelők, orárionok és liturgikus ruhák) tekinthetők meg, míg a harmadik teremben látható az ikongyűjtemény és további ötvösremekművek. A harmadik terem berendezése hasonlít egy ortodox templom berendezéséhez. Itt orosz és szerb ikonok találhatók. A múzeum Miskolc Pass Turisztikai Kártya elfogadó hely, a kártyával ingyenesen látogatható.

## Galéria

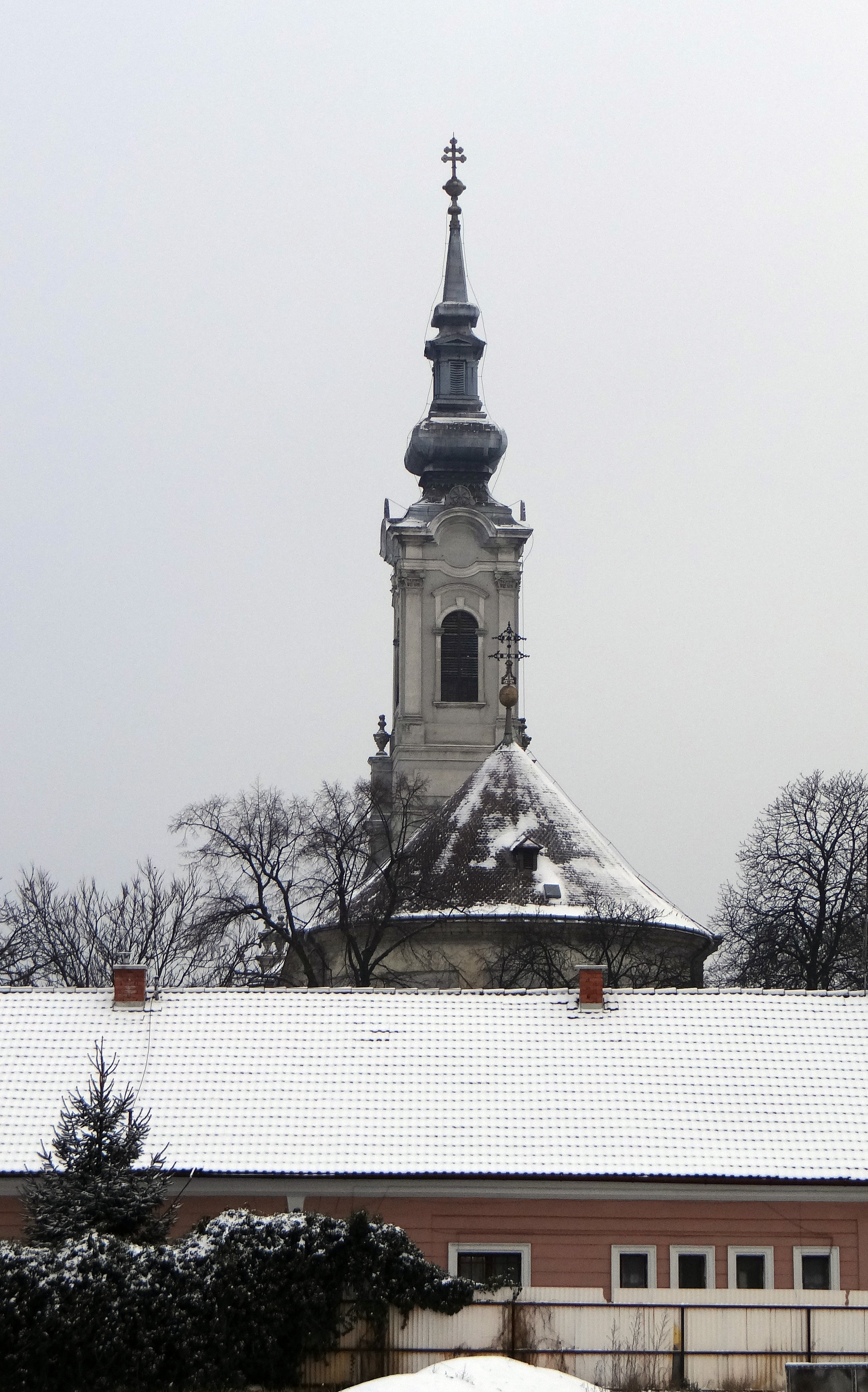
A templom télen, kelet felől
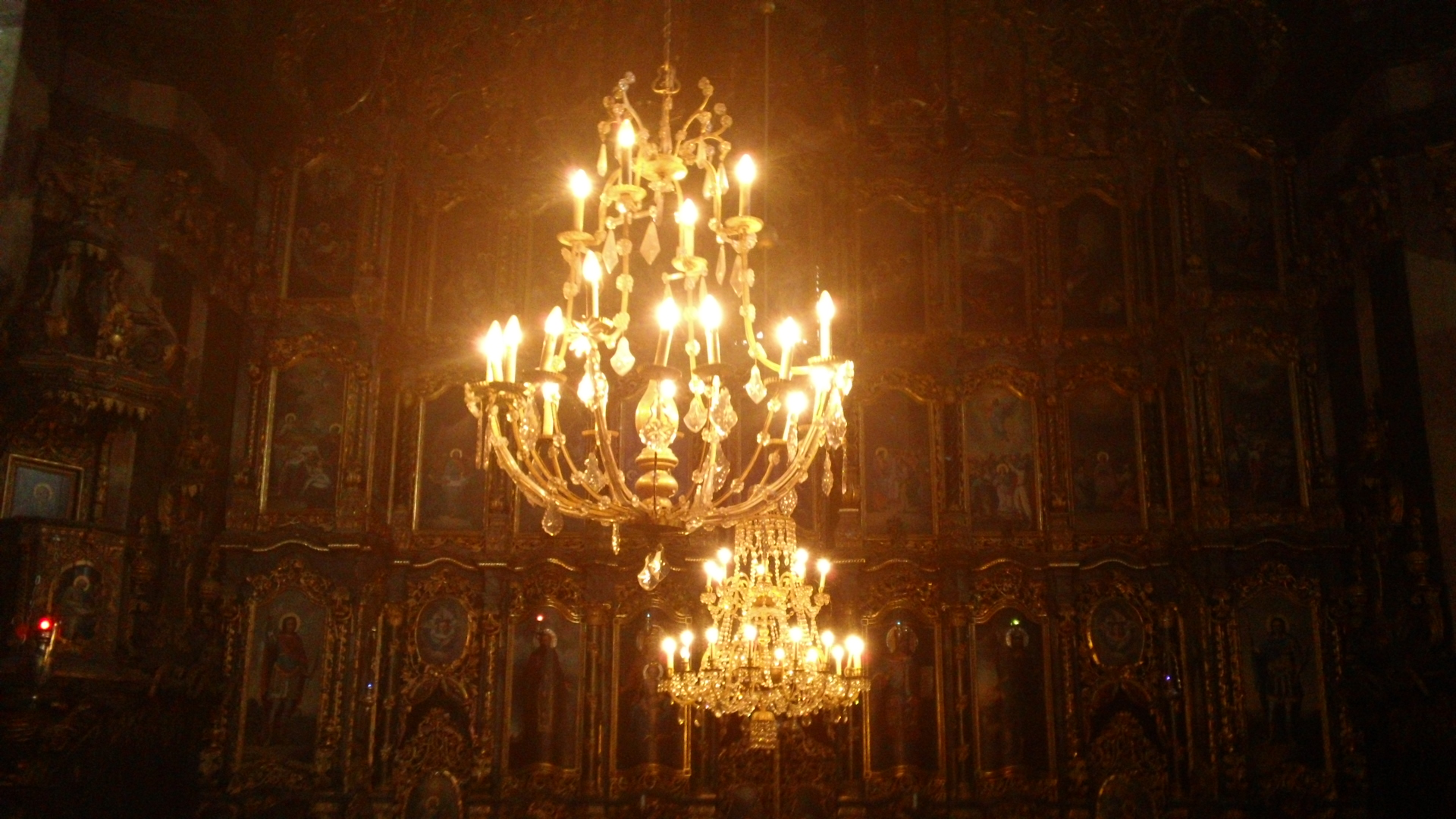
A templom csillárja
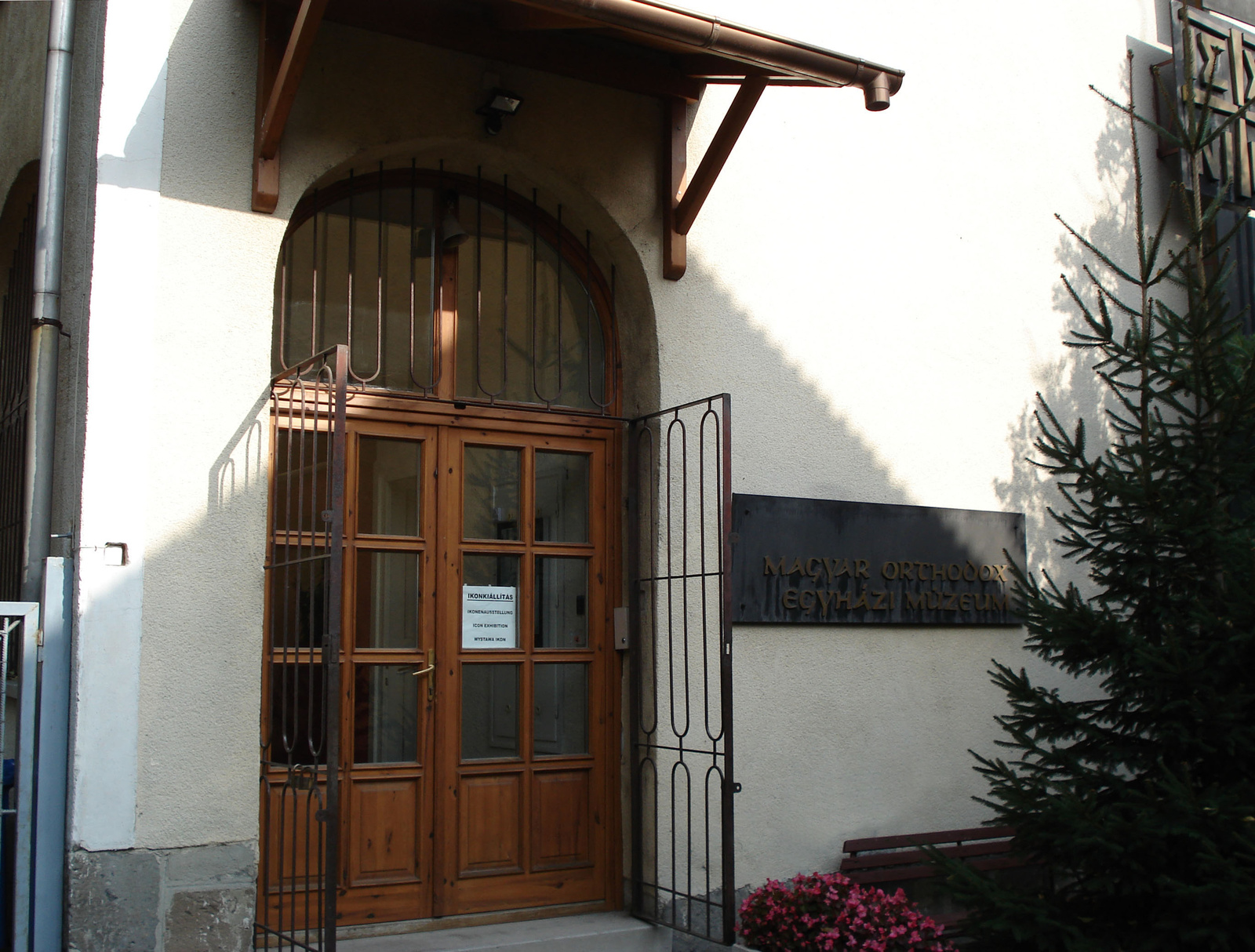
Az egykori görög iskola épületében berendezett múzeum bejárata
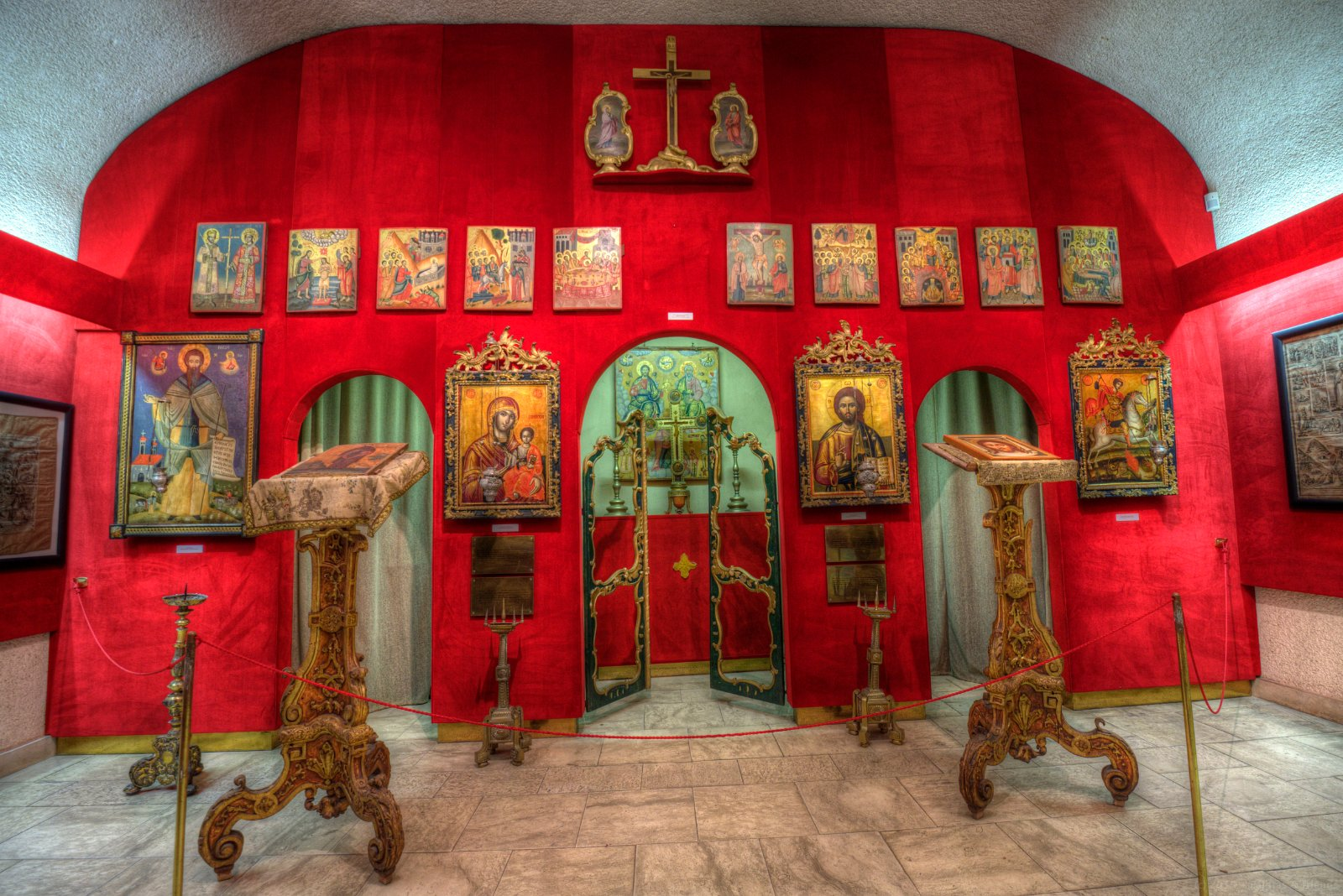
A múzeumi kiállítás
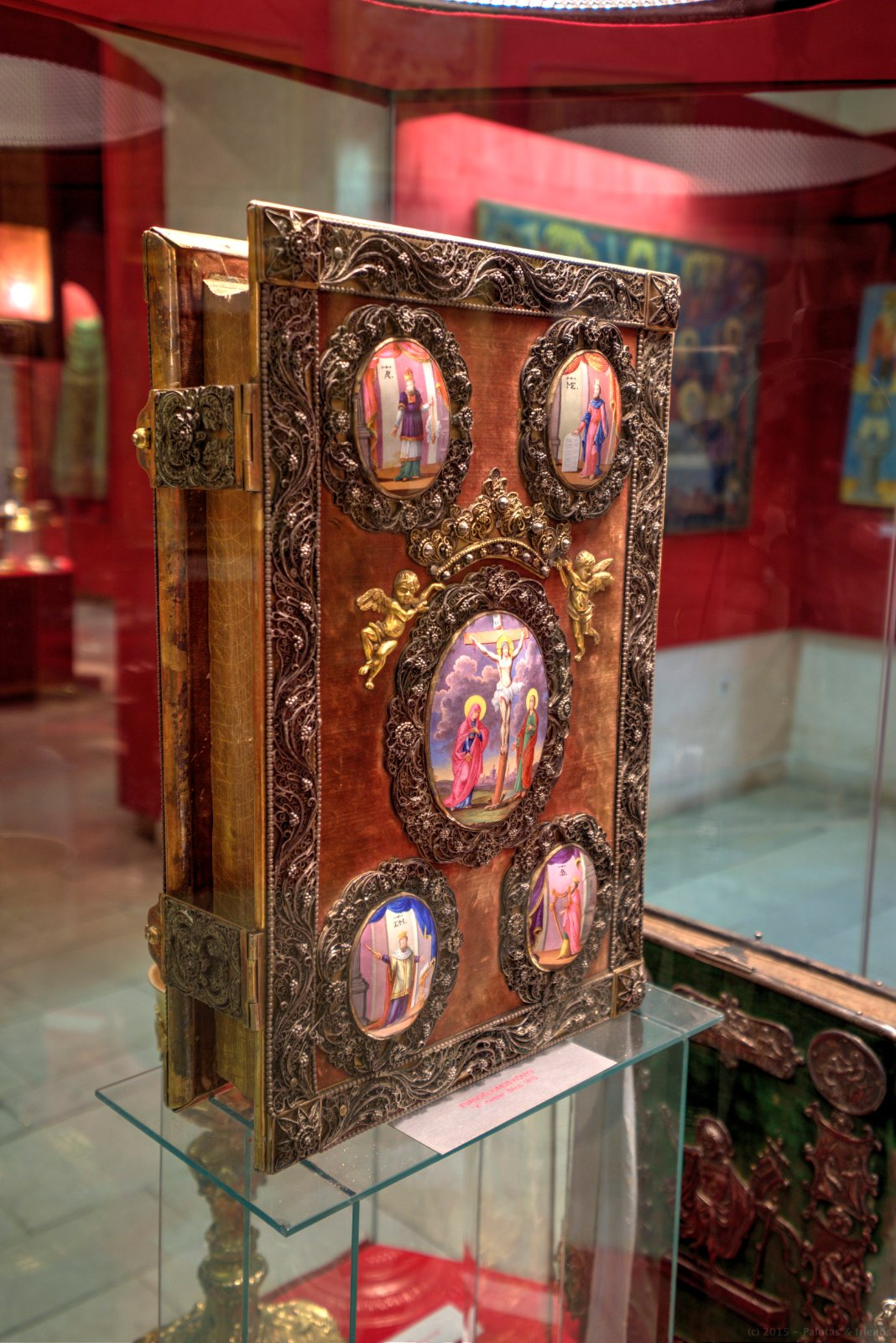
Kiállítási részlet
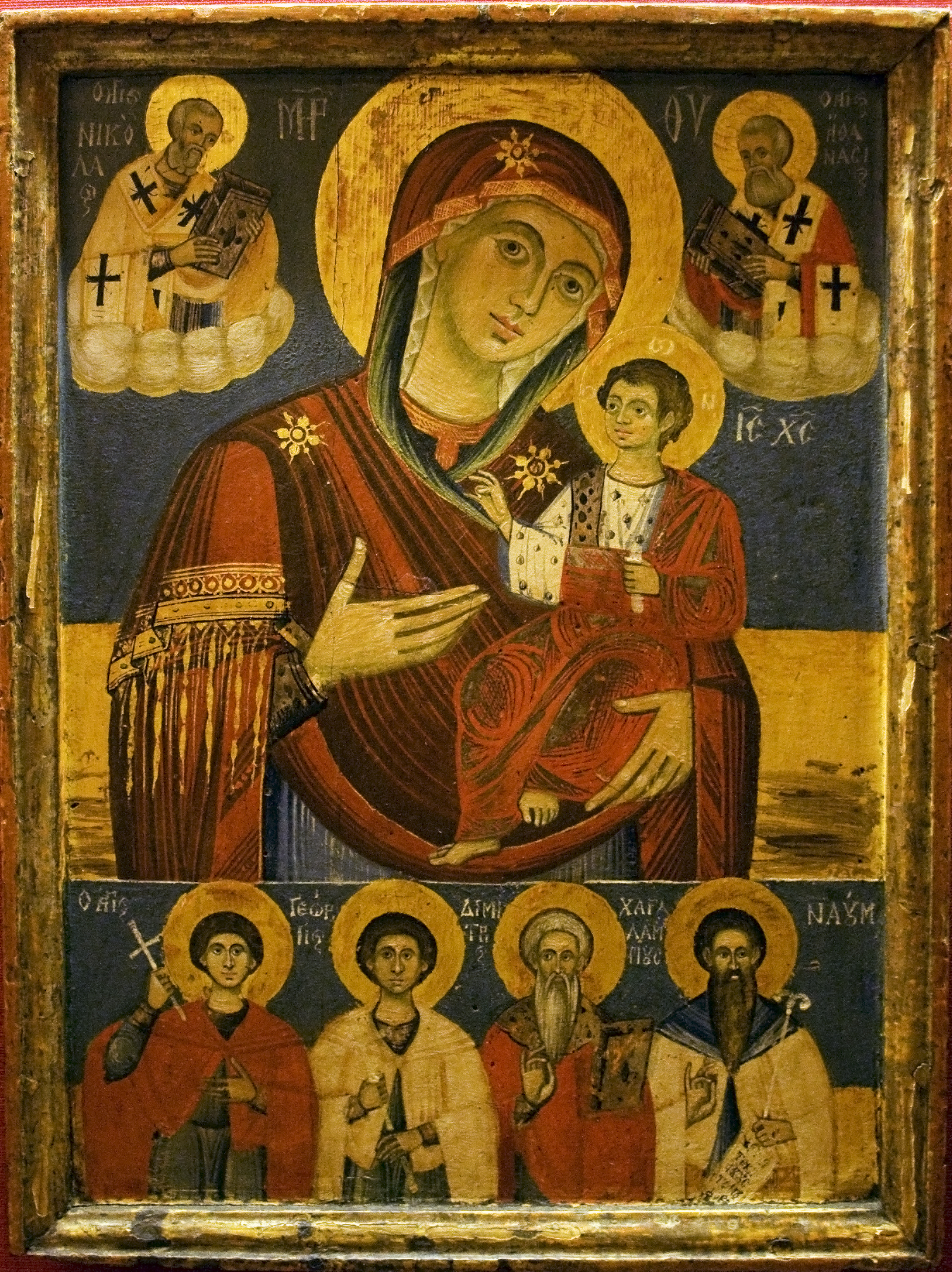
„Útmutató” Istenanyja választott szentekkel. Ikon a múzeumban.
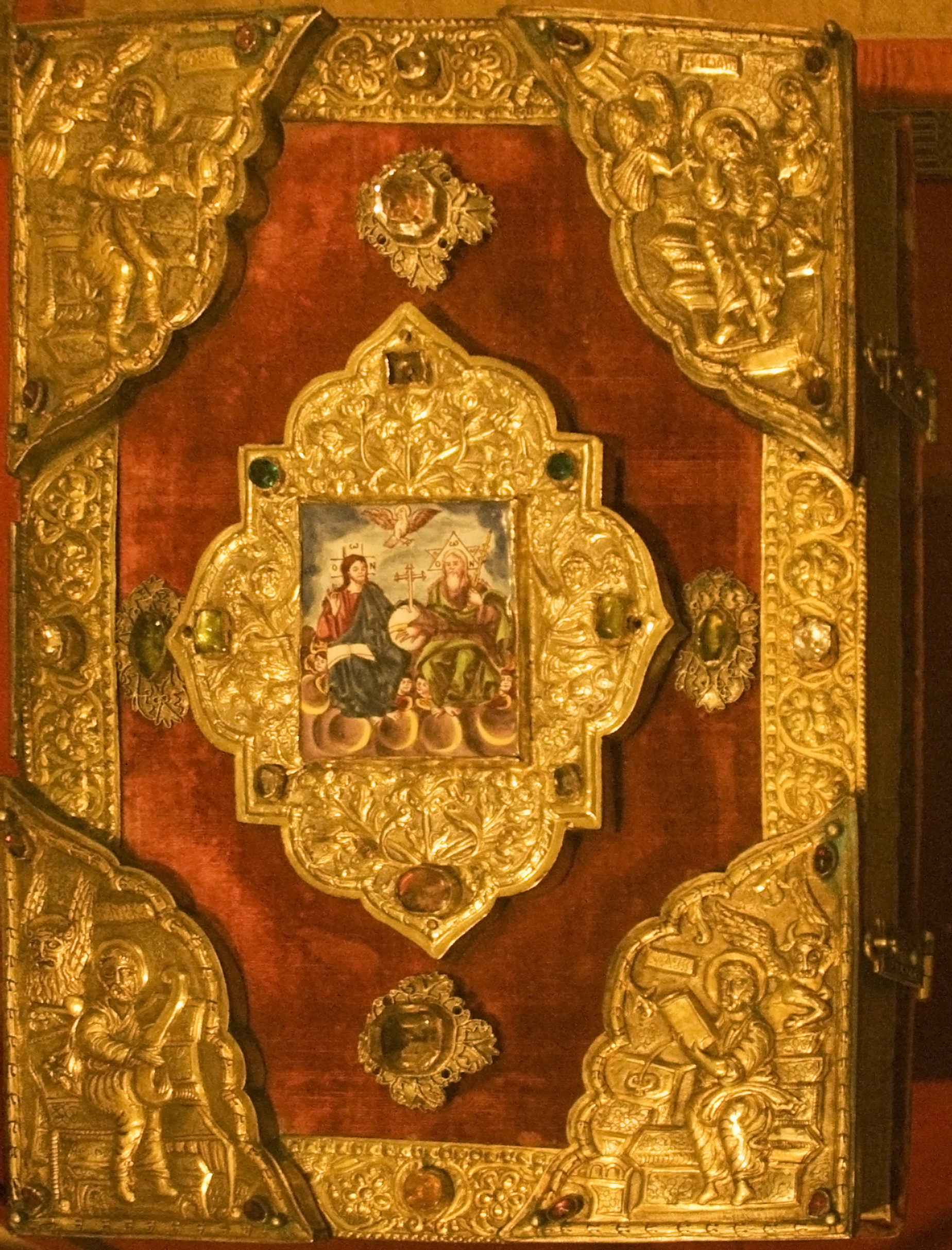
Evangéliumos könyv a múzeumban
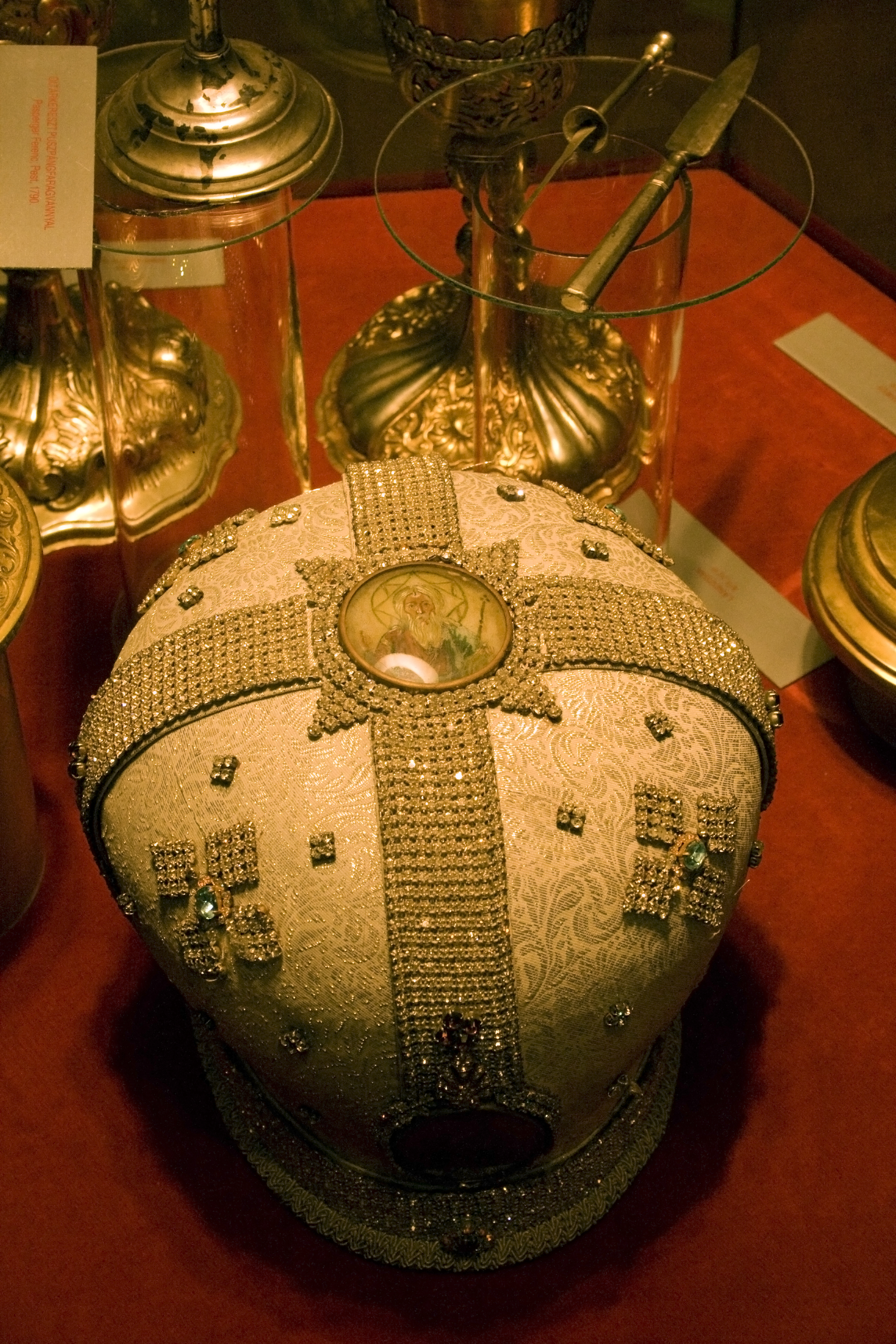
Ortodox ünnepi fejfedő a múzeumban